# Cal Clarà (Solsona)
Cal Clarà és una casa de Solsona protegida com a Bé Cultural d'Interès Local.

## Descripció
Casa entre mitgeres de dues façanes que consta de planta baixa, dues plantes pis i unes golfes. La façana de Vallcalent té una planta més a l'altura del pati i també part de l'antiga muralla. La façana principal és de pedra tallada mentre que la del Vallcalent és arrebossada i pintada. La planta baixa té una portalada d'arc de mig punt i un gran finestral. Els dos pisos tenen balcons i a les golfes hi ha dues finestres quadrades. Al Vallcalent, hi ha una edificació de planta baixa i pis que ocupa part de l'antic fossar.